# Phoenix (personaje)
Jamie Adeyemi, más conocido como Phoenix es el personaje principal del videojuego (creado por Riot Games), Valorant. Fue revelado oficialmente el 2 de junio de 2020 en la versión Beta del juego.

## Historia
Jamie Adeyemi es un radiante originario del distrito de Peckham, en Londres, Inglaterra. Durante su infancia, Adeyemi asistió a una escuela de artes escénicas de la zona, pero más tarde fue suspendido. Reclutado en el Protocolo VALORANT como su noveno agente, "Phoenix", Adeyemi estuvo muy involucrado en las actividades del Protocolo desde el 10 AFL en adelante. Adeyemi no pudo evitar la detonación de un artefacto explosivo en Venecia mientras realizaba una misión en solitario. Al día siguiente, cuando se produjo otro atentado en Rabat, Phoenix tuvo otra oportunidad de impedirlo, y fue allí donde se encontró por primera vez cara a cara con el único autor, su propio homólogo Omega. Frustrado por lo mucho que se le había ocultado, a pesar de impedir la detonación esta vez con la ayuda de un equipo, Fénix se enteró por fin de la amenaza que suponía la Tierra Omega.

## Personalidad
Duelista por naturaleza, Phoenix es impetuoso, impulsivo y muy seguro de sí mismo, por lo que nunca duda en lanzarse de cabeza a una pelea a pesar de no dominar del todo la situación, para disgusto de sus compañeros más serenos. Como se muestra en "RETAKE", si Phoenix se ve envuelto en una situación complicada causada por su propia impaciencia, es más que capaz de adaptarse rápidamente a las circunstancias y darle la vuelta a la tortilla, antes de restregárselo por la cara a los compañeros que inicialmente dudaron de él.
Su falta de paciencia sólo es confirmada por Sova, que le recuerda que debe aprender la virtud antes de poder disfrutar de una estratégica partida de ajedrez. Sin embargo, Phoenix sí tiene en cuenta las opiniones de sus aliados, como se muestra en "WARM UP", donde se replantea su estrategia después de que Cypher señalara que las jugadas de sacrificio por la victoria no eran inicialmente el estilo del británico.
A pesar de la precipitación de Phoenix, se le conoce como un prodigio (alegando que no fueron sus propias palabras), y siempre lo demuestra de una forma u otra.

## Apariencia
Phoenix es un joven alto de piel oscura y ascendencia afrobritánica que viste una camiseta negra de manga larga con un gráfico blanco de Phoenix debajo de su chaqueta blanca. Lleva pantalones anchos oscuros con tirantes que sujetan casquillos de bala y un par de zapatillas negras con suela blanca y cordones naranjas. Destaca su chaqueta con luces de color fuego en el interior. Lleva el pelo corto con rastas negras, las puntas teñidas de naranja brillante y los lados rapados. Los rasgos faciales de Phoenix son sin duda afilados, con una mandíbula fuerte y pómulos altos. También lleva como accesorios unos pendientes dorados y un anillo con el emblema de una corona que hace juego con el parche del hombro derecho de su chaqueta.
En el vídeo WARM UP, Phoenix lleva una camiseta de manga larga verde oscuro con una corona en el centro debajo de la chaqueta, que revela que compra al por mayor.